# Latario Collie-Minns
Latario Collie-Minns (né le 10 mars 1994) est un athlète bahaméen, spécialiste du triple saut.

## Biographie
Il se révèle en 2011 en devenant champion du monde cadet, puis en remportant la médaille de bronze des championnats panaméricains juniors. En 2012, il se classe troisième des Championnats du monde juniors.
En mai 2015, Latario Collie-Minns dépasse pour la première fois la limite des 17 mètres en établissant la marque de 17,18 m à Starkville.

## Palmarès
| Date | Compétition                        | Lieu              | Résultat | Marque  |
| ---- | ---------------------------------- | ----------------- | -------- | ------- |
| 2011 | Championnats du monde cadets       | Villeneuve-d'Ascq | 1er      | 16,06 m |
| 2011 | Championnats panaméricains juniors | Miramar           | 3e       | 15,93 m |
| 2012 | Championnats du monde juniors      | Barcelone         | 3e       | 16,37 m |
| 2018 | Jeux du Commonwealth               | Gold Coast        | 12e      | 15,90 m |
| 2019 | Jeux panaméricains                 | Lima              | finale   | NM      |

## Records
| Épreuve     | Performance | Lieu       | Date        |
| ----------- | ----------- | ---------- | ----------- |
| Triple saut | 17,18 m     | Starkville | 16 mai 2015 |